# Underjordisk flod
En underjordisk flod är en flod som flyter under jordens yta. Floder som flyter genom exempelvis kanjoner och andra dalgångar räknas inte som underjordiska.
Underjordiska floder är ofta naturliga, men de kan också vara resultatet av en flod som övertäckts med asfalt och grus för att breda plats för trafik och bebyggelse.

## Naturliga exempel

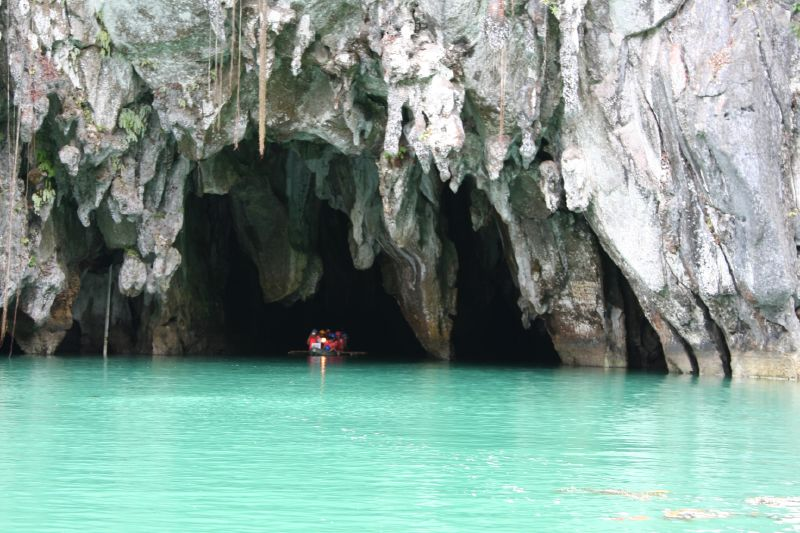
Puerto Princesa Subterranean River kan nås med båt genom en grotta.

- Korsgrottan i Loška Dolina, Slovenien
- Lostfloden i Appalacherna i West Virginia i USA flyter på vissa sträckor under jorden, och kommer sedan upp igen som Cacaponfloden
- Mojavefloden i södra Kalifornien i USA flyter på många ställen under jorden
- Phong Nha-Kẻ Bàng National Park i Vietnam har en underjordisk flod i sitt grottsystem
- Puerto Princesa Subterranean River på ön Palawan, i Filippinerna flyter under jorden innan den mynnar ut i Västfilippinska sjön.[2]
- Santa Fe-floden i norra Florida i USA sänker sig ner i ett stort slukhål i O'Leno State Park och kommer återigen upp till jordytan i River Rise Preserve State Park
- Sistema Sac Actun är ett undervattens-grottsystem vid Yucatánhalvöns kust i Mexiko vid Karibiska havet
- Río Secretos grottsystem, som skapats under hundratals år av en underjordisk flod, liger vid Riviera Maya vid Yucatánhalvön i Mexiko.

## Konstgjorda exempel

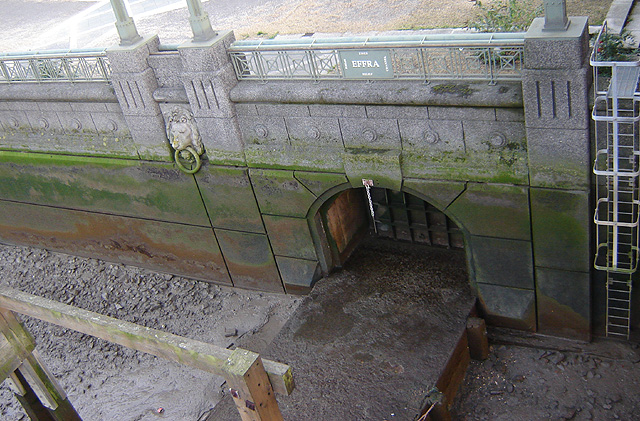
Effra är en av Londons underjordiska floder. Den rinner sedan ut i Themsen vid Vauxhallbron, där fotografiet tagits.

- Dommel under 's-Hertogenbosch i Nederländerna
- Fleet och andra underjordiska floder i London i England i Storbritannien
- Fromefloden under Bristol i England i Storbritannien
- Hobart Rivulet i Tasmanien i Australien
- Neglinnajafloden, som går under centrala Moskva
- Tankbäcken under Sydney i Nya Sydwales i Australien
- Teamfloden under Teamdalen Gateshead i England i Storbritannien
- Zenne under Bryssel i Belgien, sedan floden övertäcktes mellan åren 1865-1871
- Bièvre under Paris i Frankrike
- Castle Frank Brook, Garrison Creek, Russell Creek och Taddle Creek, samt andra underjordiska bäckar i Toronto i Ontario i Kanada

## I mytologi

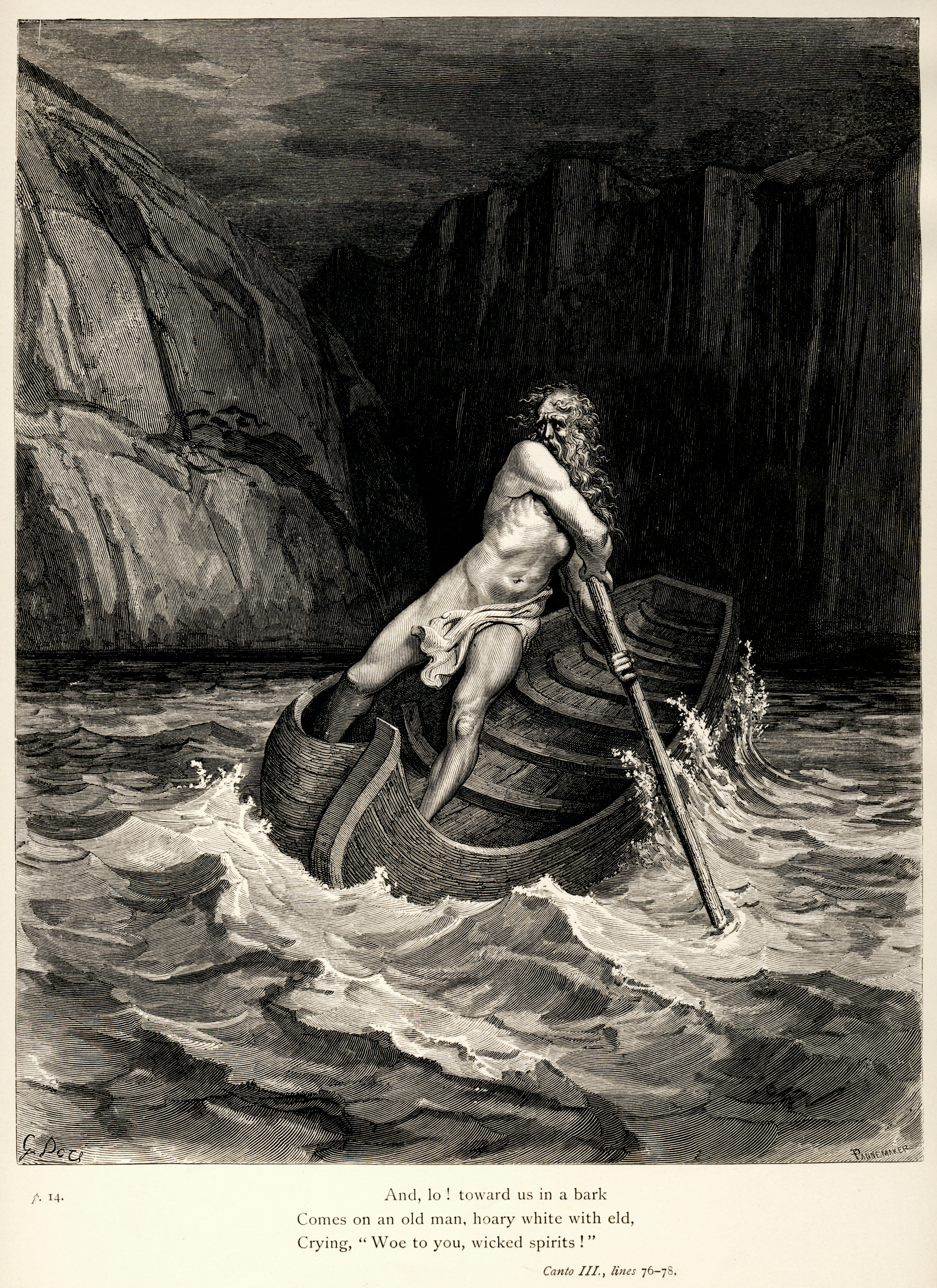
Charon ur den grekiska mytologin

I den grekiska mytologin var det Charon som rodde de döda över de underjordiska floderna och Styx, Phlegeton, Acheron, Cocytus och Lethe till dödsriket. I nordisk mytologi hette den underjordiska dödsfloden Gjöll och för att ta sig över den måste man färdas på Gjallarbron.

### Fotnoter
1. ↑  Revkin, Andrew C. (16 juli 2009). ”Rolling Back Pavement to Expose Watery Havens”. New York Times. http://www.nytimes.com/2009/07/17/world/asia/17daylight.html?_r=1. Läst 27 augusti 2014.
2. ↑   http://www.gov.ph/2012/09/05/administrative-order-no-29-s-2012/